# MMACHC
MMACHC (англ. Methylmalonic aciduria (cobalamin deficiency) cblC type, with homocystinuria) – білок, який кодується однойменним геном, розташованим у людей на короткому плечі 1-ї хромосоми.  Довжина поліпептидного ланцюга білка становить 282 амінокислот, а молекулярна маса — 31 728.
| 10         |  | 20         |  | 30         |  | 40         |  | 50         |
| ---------- |  | ---------- |  | ---------- |  | ---------- |  | ---------- |
| MEPKVAELKQ |  | KIEDTLCPFG |  | FEVYPFQVAW |  | YNELLPPAFH |  | LPLPGPTLAF |
| LVLSTPAMFD |  | RALKPFLQSC |  | HLRMLTDPVD |  | QCVAYHLGRV |  | RESLPELQIE |
| IIADYEVHPN |  | RRPKILAQTA |  | AHVAGAAYYY |  | QRQDVEADPW |  | GNQRISGVCI |
| HPRFGGWFAI |  | RGVVLLPGIE |  | VPDLPPRKPH |  | DCVPTRADRI |  | ALLEGFNFHW |
| RDWTYRDAVT |  | PQERYSEEQK |  | AYFSTPPAQR |  | LALLGLAQPS |  | EKPSSPSPDL |
| PFTTPAPKKP |  | GNPSRARSWL |  | SPRVSPPASP |  | GP         |  |            |

A: Аланін

C: Цистеїн

D: Аспарагінова кислота

E: Глутамінова кислота

F: Фенілаланін

G: Гліцин

H: Гістидин

I: Ізолейцин

K: Лізин

L: Лейцин

M: Метіонін

N: Аспарагін

P: Пролін

Q: Глутамін

R: Аргінін

S: Серин

T: Треонін

V: Валін

W: Триптофан

Кодований геном білок за функціями належить до оксидоредуктаз, фосфопротеїнів. 
Білок має сайт для зв'язування з НАДФ, ФАД, флавопротеїном, кобальтом. 
Локалізований у цитоплазмі.